# Несса (приток Неруссы)
Несса — река в России, протекающая по территории Дмитровского района Орловской области. Является левым притоком Неруссы, в которую впадает ниже посёлка Сторожище.
Общая длина 32 км. Исток реки находится северо-восточнее деревни Трофимово Орловской области, которая также расположена на ней.

## Притоки
Все притоки Нессы являются ручьями. Ниже представлены наиболее значимые из них.
Правые: Хатеч, Бобровица, Привичик, Рассошка, Гостомля, Промклевец.

## Населённые пункты
На Нессе расположены следующие населённые пункты (от истока к устью):
- д. Трофимово
- д. Ферезёво
- п. Ивановский
- с. Брянцево
- с. Малое Боброво
- д. Круглое
- д. Алешинка
- п. Сторожище